# ヴァイセンフェルス
ヴァイセンフェルス（ドイツ語：Weißenfels、IPA: [ˈvaɪsənˌfɛls]）は、ドイツ連邦東部ザクセン＝アンハルト州南部ブルゲンラント郡の最大都市。
2018年12月31日の人口は4万409人で、州で5番目に人口が多い。
ザーレ川が中心部を流れており、州都ハレ (ザーレ)の約30km南に位置する。

## 歴史

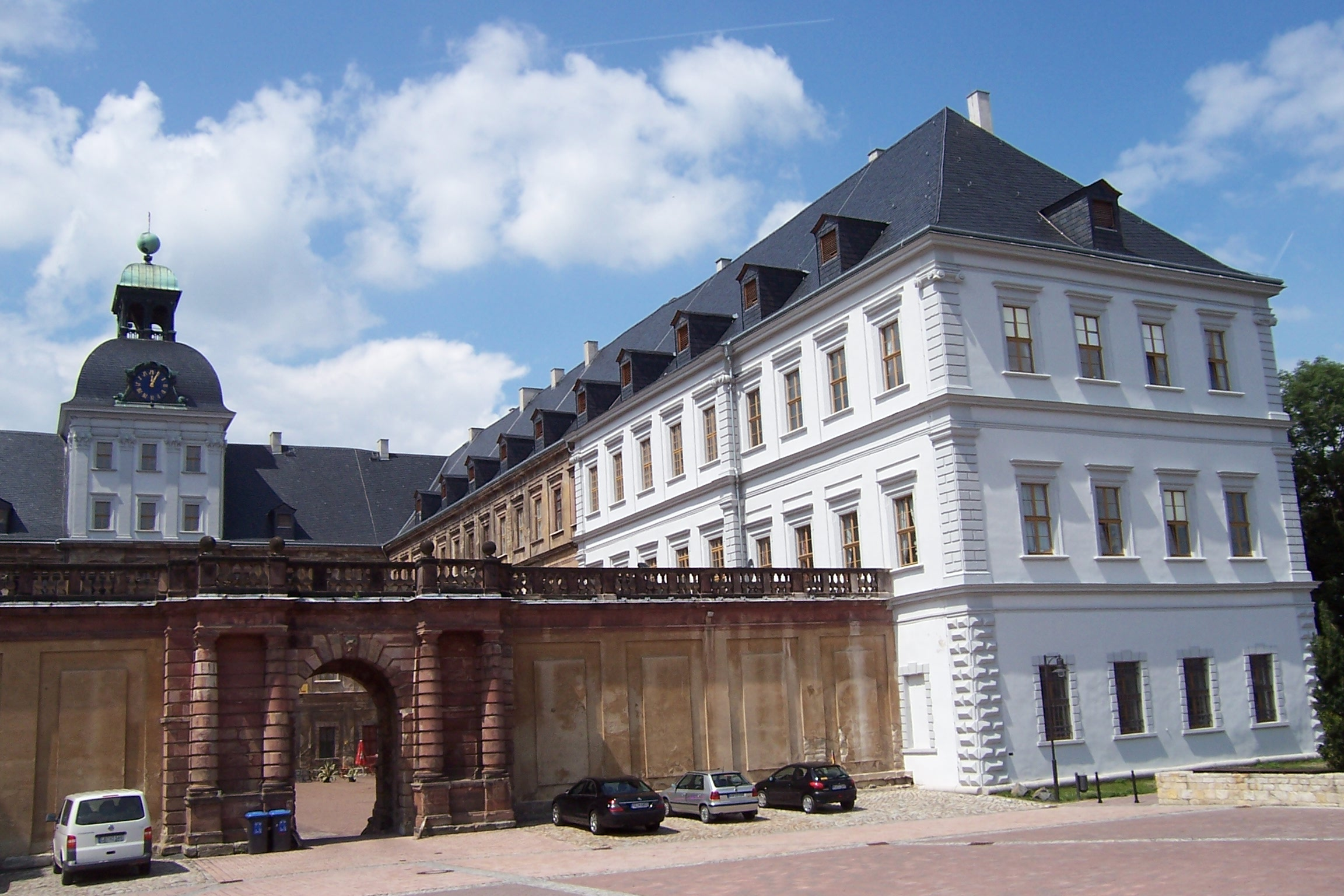
新Augustusburg城

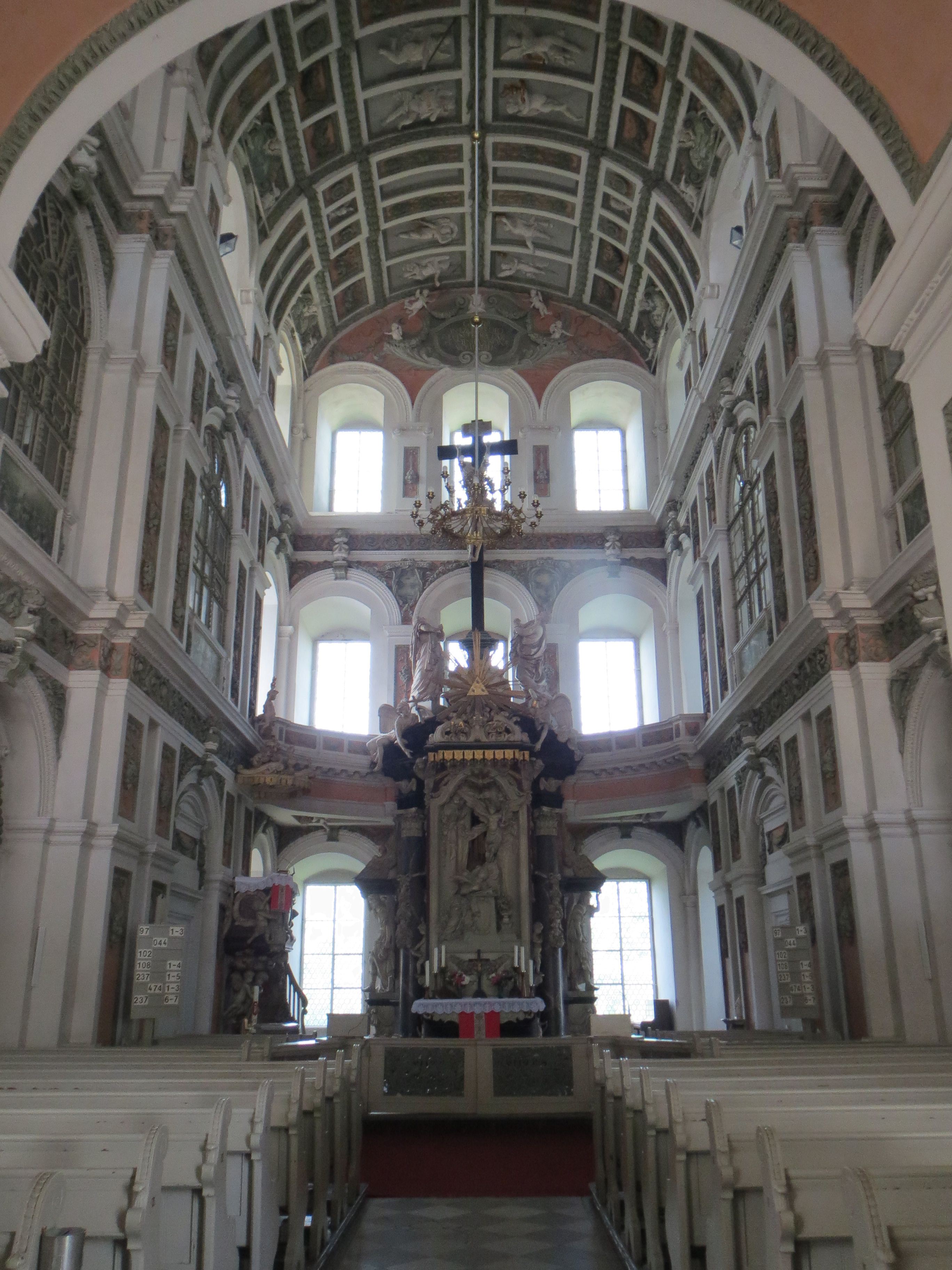
三位一体教会の聖堂

後にヴァイセンフェルスとなる地域の周辺で、フランク王国のカール若王が2人の西スラブ人のクニャージ（公）を殺害した。
殺害されたのはMiliduch公とNessyta公で、前者はかつてアウストラシア侵略を主導していた。
806年にはザーレ川の洗い越し周辺に集落が有った事が判明しており、後に街や城が建設された。
1185年に都市権を得た。
1618年から1648年までの三十年戦争で街は荒廃し、人口は2200人から960人まで激減した。
1632年11月16日のリュッツェンの戦いで戦死したスウェーデン王国のグスタフ2世アドルフの遺体が、翌日にヴァイセンフェルスに届いた。
1656年、ザクセン選帝侯領のヴェッティン家のザクセン＝ヴァイセンフェルス公アウグストが、ザクセン＝ヴァイセンフェルス公国を建国し、ヴァイセンフェルスを首都とした。
1660年に宮殿の建設を始め、1680年に完成した。
ヨハン・フィリップ・クリーガーやゲオルク・フィリップ・テレマン等の作曲家が活躍した。
1673年、教会に22のストップ(音色選択機構)を持つパイプオルガンが設置された。
ジョン・マナリングによると、ザクセン＝ヴァイセンフェルス公ヨハン・アドルフ1世は侍医のゲオルク・ヘンデルの息子（ゲオルク・フリードリヒ・ヘンデル）のオルガン演奏を聴いて彼の才能を見出したとされる。
1702年、ヨハン・ゼバスティアン・バッハがザンガーハウゼン（公国の一部）でオルガン奏者に志願したが、不採用となった。
1704年、ルーテル教会の理論家のエルトマン・ノイマイスターが宮殿の教会の執事に就任した。
1713年、バッハはクリスティアン公にカンタータ「楽しき狩こそ我が悦び」を捧げた。
また、ヴァイセンフェルスの教会のパイプオルガンのために「トッカータとフーガ ヘ長調 BWV 540」を作曲した。
1746年、公国は消滅し、ザクセン選帝侯領（首都ドレスデン）に併合された。
1757年10月31日、七年戦争のロスバッハの戦いの中でヴァイセンフェルスの戦いが行われた。
1815年、ウィーン会議の結果、プロイセン王国（首都ベルリン）のザクセン州の一部になった。
1816年、ヴァイセンフェルス郡が設置され、ヴァイセンフェルスに郡都が置かれた。
2007年、郡が解体され、ブルゲンラント郡に編入された。

### 人口
街の人口推移（1960年からは原則12月31日の値）
| 年   | 人口   |
| ---- | ------ |
| 1825 | 6,423  |
| 1875 | 16,921 |
| 1880 | 19,654 |
| 1885 | 21,782 |
| 1890 | 23,779 |
| 1900 | 28,201 |
| 1925 | 35,756 |

| 年   | 人口     |
| ---- | -------- |
| 1933 | 40,119   |
| 1939 | 42,387   |
| 1946 | 50,995 ¹ |
| 1950 | 47,967 ² |
| 1960 | 45,856   |
| 1981 | 39,125   |
| 1984 | 38,657   |

| 年   | 人口     |
| ---- | -------- |
| 1990 | 37,765 ³ |
| 1995 | 34,676   |
| 2000 | 31,946   |
| 2005 | 29,866   |
| 2006 | 29,669   |
| 2007 | 29,569   |
| 2013 | 39,909   |

Datasource since 1990: Statistical office of Saxony-Anhalt
1: 10月29日

2: 8月31日

3: 3 10月3日

### 合併
2010年1月1日の行政改革で、ヴァイセンフェルスはランゲンドルフ、マルクヴェルベン、ウイヒテリッツを合併した。
9月1日には、ブルクヴェルベン、グロースコルベータ、ライスリング、ライハルトシュヴェルベン、シュコルトレーベン、シュトルカウ、ターゲヴェルベン、ヴェンゲルスドルフを合併した。

## 政治

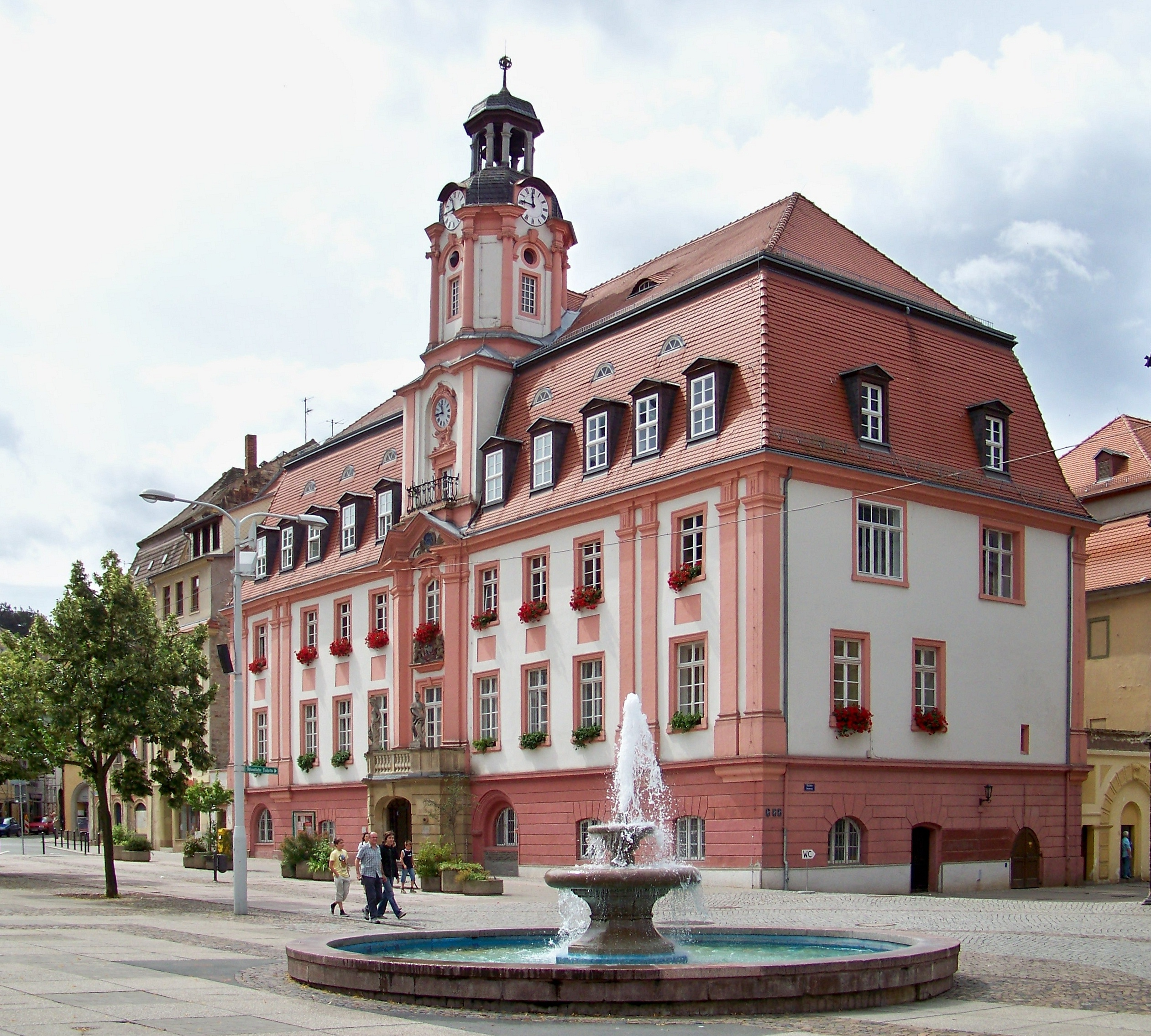
市役所

2014年市議会選挙の結果
| 党 | 党                       | 議席 |
| -- | ------------------------ | ---- |
|    | キリスト教民主同盟       | 13   |
|    | ヴァイセンフェルス市民党 | 7    |
|    | 左翼党                   | 7    |
|    | 社会民主党               | 6    |
|    | 正義同盟                 | 3    |
|    | 国家民主党               | 1    |
|    | ドイツのための選択肢     | 1    |
|    | 同盟90/緑の党            | 1    |
|    | 自由民主党               | 1    |

## 経済
19世紀の産業革命が起きてから、1991年に最後の向上が廃業するまで靴製造が主要産業だった。
以降は食品加工業が中心で、特に次の3社が有名。
- Frischli：日用品
- Tönnies Fleischwerk：ヨーロッパ3位の精肉企業で、3つの工場の内1つがヴァイセンフェルスに有る。
- Mitteldeutsche Erfrischungsgetränke:ドイツ3位の天然水企業で、本社がヴァイセンフェルスに有る。

## 交通
- アウトバーン 9
- アウトバーン 38
- ヴァイセンフェルス駅（英語版）(ハレ - ベーブラ線)

## スポーツ
バスケットボールとフロアボールが盛ん。
プロバスケチームのMitteldeutscher BCの本拠地。

## 著名人

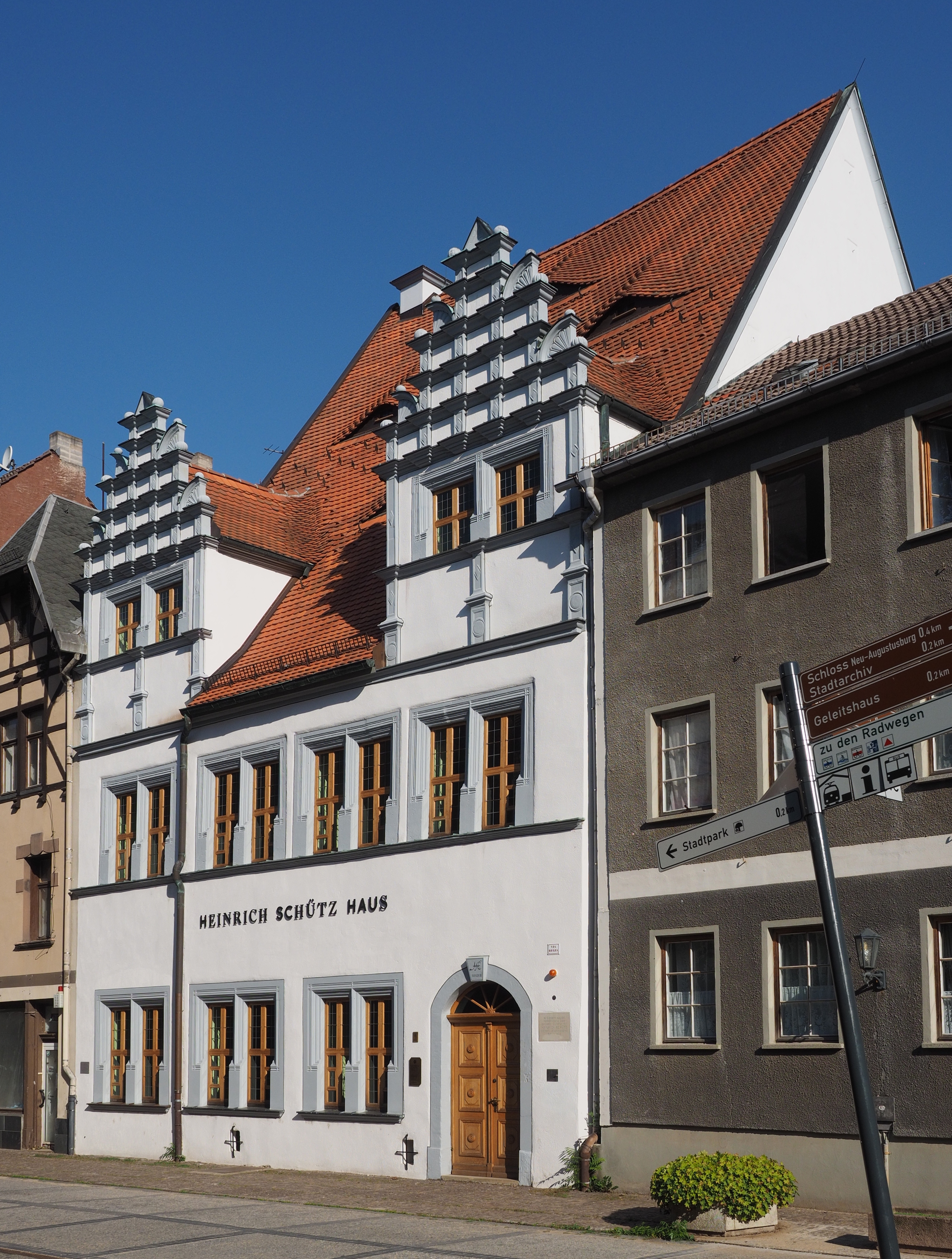
作曲家ハインリヒ・シュッツの家

- ハインリヒ・シュッツ：1585年～1672年。作曲家・オルガン奏者。
- ゴットリープ・ライヒェ（英語版）：1667年～1734年。トランペット奏者。
- ノヴァーリス：1772年～1801年。Friedrich von Hardenbergのペンネーム。詩人・小説家・思想家・鉱山技師。
- ホルスト・P・ホルスト：1906年～1999年。写真家。
- ジェラール・ティシー：1920年～1992年。俳優。

## 姉妹都市
- ドイツ連邦バーデン＝ヴュルテンベルク州シュトゥットガルト行政管区ルートヴィヒスブルク郡コーンヴェストハイム(1990年～)
- スロバキア共和国ニトラ県コマールノ郡（英語版）コマールノ(1995年～)[3]